# تاج‌المصادر
تاجُ‌المصادر نوشتهٔ احمد بن علی بیهقی (۴۷۰-۵۴۴ هجری قمری) یک فرهنگ لغت دوزبانهٔ عربی به فارسی است که در آن بیشتر مصدرهای عربی و مخصوصاً مصدرهای قرآنی با ترجمه آمده‌است.

## خصوصیات اثر
تاج‌المصادر مشهورترین اثر احمد بن علی بیهقی است که مؤلف نزدیک به ۱۷٬۰۰۰ مصدر عربی و برابرهای فارسی آن را گردآوری کرده‌است و منبعی غنی و معتبر برای فرهنگ‌نویسان فارسی بوده‌است.
بیهقی، به گفتهٔ خودش، برای تألیف این کتاب، از قرآن و احادیث و نیز افعال پرکاربرد دیوان‌های عرب استفاده کرده‌است و برای شرح و معانی آن‌ها از چند کتاب نظیر دیوان‌الادب فارابی، صحاح‌اللغة جوهری، تهذیب‌اللغة ازهری، الغریبین هروی و المصادر زوزنی استفاده کرده‌است.

## چاپ
این فرهنگ نخستین بار در سال ۱۳۰۱ ه‍.ق در بمبئی هند به کوشش میرزامحمد شیرازی به‌صورت چاپ‌سنگی در ۲۲۹ صفحهٔ کوچک منتشر شد. هادی عالم‌زاده جلد نخست آن را بعد از بازبینی، در سال ۱۳۶۶ توسط مؤسسهٔ مطالعات و تحقیقات فرهنگی در تهران منتشر کرد و جلد دوم که شامل مصادر ثلاثی مزیدٌفیه، رباعی مجرد و مزیدٌفیه و ملحقات می‌شود، در سال ۱۳۷۵ توسط پژوهشگاه علوم انسانی و مطالعات فرهنگی منتشر شد.